# Náboženské právo
Náboženské právo je právní systém založený výslovně na náboženských přikázáních. Mezi nejvýznamnější patří hinduistické právo, křesťanské kanonické právo, židovský systém práva halacha a především islámské právo šaría.
Dva nejrozšířenější systémy, kanonické právo a šaría, se ve svém uspořádání liší podobně, jako se liší kontinentální právo od angloamerického. Kanonické právo (katolické, anglikánské a protestantské) vychází především z kodifikace, zatímco šaría klade důraz na analogii a precedentní rozhodnutí soudců.

## Židovské právo
Židovské právo je založeno na nezpochybnitelných zásadách, které Bůh podle židovské víry zjevil proroku Mojžíšovi. Jejich prvotním pramenem je posvátná kniha Tóra a jejich interpretací se zabývá halacha. Řídí se jím některé komunity v Izraeli.

## Křesťanské právo
Křesťanské právo je založeno na nezpochybnitelných zásadách, které lidem podle křesťanské víry zjevil Ježíš (Bůh-Syn). Jejich prvotním pramenem je posvátná kniha Bible a jejich interpretací se zabývá kanonické právo. Řídí se jím samotné církve a také například Vatikán.

## Islámské právo
Islámské právo šaría je založeno na nezpochybnitelných zásadách, které podle muslimské víry Bůh zjevil proroku Mohamedovi. Jejich prvotním pramenem je posvátná kniha Korán a jejich interpretací se zabývá fiqh. Řídí se jím mnoho zemí, je třetím nejrozšířenějším právním systémem na světě.

## Hinduistické právo
Hinduistické právo je založeno na textu Zákoník Manuův. Uznávali ho za doby své nadvlády Britové, ale od založení sekulární Indické republiky ztratilo na významu.